# Medal of Honor: Frontline
Medal of Honor: Frontline är en förstapersonsskjutare utvecklad av EA Los Angeles och utgiven av Electronic Arts. Spelet är det fjärde i spelserien Medal of Honor. Huvudpersonen i spelet är Lt. Jimmy Patterson. Spelet utspelar sig vid slaget om Normandie under andra världskriget.
År 2010 släpptes en remake av spelet till Playstation 3 via Playstation Network.

## Vapen
- Bazooka
- Browning Automatic Rifle
- Colt M1911
- Gewehr 43
- Mk 2 Grenade
- M1 Garand
- MP-40
- Panzerschreck
- Winchester M1897
- M1903 Springfield
- StG-44
- Stick Grenade
- Thompson
- Walther P38
- Webley and Scott .22 Ljuddämpad